# Arturo Vallarino
Arturo Ulises Vallarino Bartuano (Ciudad de Panamá; 15 de diciembre de 1943) es un político y abogado panameño que fungió como primer vicepresidente de Panamá desde el 1 de septiembre de 1999 hasta el 31 de agosto de 2004, en el gabinete de Mireya Moscoso (1999-2004).
Se graduó de Ciencias Políticas en la Universidad de Panamá en 1966 y en 1972 obtuvo un doctorado en ciencias jurídicas en la Universidad del Salvador, Argentina. Como abogado es miembro de una firma de leyes especializada en negocios. También fue profesor de Derecho en la Universidad de Panamá desde 1979 hasta 1991.
Como político, fue líder del Movimiento Liberal Republicano Nacionalista (Molirena), legislador de la Asamblea Legislativa (1984-1999) y presidente de la Asamblea Legislativa entre 1993 y 1994. En 2009 renunció al Molirena y se inscribió en Cambio Democrático, aunque en 2011 renunció brevemente para ser nombrado magistrado de la Sala V de Garantías Constitucionales en junio de 2012, pero por presión popular fue anulada la creación de dicha sala y su designación como magistrado.
En enero de 2013 fue nombrado embajador de Panamá ante la Organización de Estados Americanos, y fue una figura clave dentro de la crisis diplomática entre Panamá y Venezuela, al invitar a figuras de la oposición venezolana a la sesión del Consejo Permanente de la OEA, causando la ira del gobierno venezolano. Vallarino desempeñaría dicho cargo hasta junio de 2014.